# Starships
Pour les articles homonymes, voir Starship.
Singles de Nicki Minaj
Give Me All Your Luvin'
(2012) Right by My Side
(2012)
Pistes de Pink Friday: Roman Reloaded
Sex In the Lounge
(9) Pound The Alarm
(11)
Starships est une chanson de l'artiste américano-trinidadienne Nicki Minaj. La chanson, sortie le 14 février 2012, sert de premier single pour le second album studio de Minaj, Pink Friday: Roman Reloaded. La chanson, aux styles eurodance et europop, est produite par RedOne, Rami Yacoub et Carl Falk. Selon les paroles, elle dit de lâcher prise et de faire la fête. La structure musicale de la chanson est parfois comparée à Till the World Ends de Britney Spears.
Starships reçoit des critiques mitigées principalement sur le genre musical comme Entertainment Weekly qui regrette que Minaj ne fasse pas de rap. Cependant, la chanson connaît du succès au niveau international. Elle débute à la neuvième place du Billboard Hot 100 avant d'être en cinquième position quelques semaines plus tard et certifiée double disque de platine par la Recording Industry Association of America (RIAA) pour la vente de deux millions d'exemplaires. En dehors des États-Unis, elle atteint le top 5 en Australie, en Belgique (Flandre), au Canada, au Danemark, en Finlande, en France, en Irlande, au Japon, en Norvège, en Nouvelle-Zélande, aux Pays-Bas, au Royaume-Uni, en Suède et en Suisse ainsi que le top 10 de la plupart des pays.
La parution de Starships bénéficie d'un clip réalisé par Anthony Mandler. Celui-ci a déjà conçu des clips pour Rihanna comme celui d'Only Girl (In the World). L'action se passe dans l'archipel d'Hawaï, plus précisément sur l'île d'Oahu où un vaisseau spatial libère Minaj. Elle trouve des autochtones et dansent avec eux. Minaj interprète la chanson lors de la 55e cérémonie des Grammy Awards où elle crée la polémique. Elle la reprend également lors de sa tournée Pink Friday Tour. La chanson est reprise par la chorale des Vocal Adrenalines dans la troisième saison de Glee.

## Genèse de la chanson
Dans une interview avec Ryan Seacrest pour KIIS-FM, Minaj dit que Starships : « est absolument l'une de mes chansons préférées de Pink Friday: Roman Reloaded. Elle sonne comme un enregistrement du style de Ryan Seacrest. Et je suis tellement excitée à l'idée de vous donner cette chanson avec ta bénédiction, Ryan, parce que je sais que les gens vont l'aimer. Elle est magnifique. Elle est juste magnifique. Elle rend les gens heureux et c'est tout ce que je veux. Je veux commencer l’année en sachant que les gens se sentent bien en écoutant ma musique. La performance [aux Grammy Awards] était clairement ma plus folle jusqu'à présent, maintenant il est temps de faire danser les gens et prendre du plaisir, et c'est tout ce que je veux faire ». Lors d'une autre interview, elle dit : « Il y a tellement d'amour qui entoure la conception de la chanson parce que RedOne est une personne vraiment agréable avec qui travailler. Il m'a appelé un jour et il m'a dit : « Hey ! J'ai quelque chose pour toi ». Je lui ai répondu : « Tu plaisantes, n'est-ce-pas ? » Je suis allée en studio et j'ai commencé à écrire [...] Je n'avais pas encore écrit le premier couplet ! Je ne faisais juste que marmonner et dire la première chose qui me passait par la tête et nous avons enregistré ça parce que je disais : « C'est parti pour la plage... Sortons ». C'était trop bien. Ça sonnait bien ! »

## Composition
Starships est une chanson au genre musical multiple, qui utilise de l'eurodance, de l'europop et de l'euro house et incorpore des éléments de genres comme la pop, la dance, le reggae, le pop rock et de hip-hop. Après le refrain, il y a un break influencé par l'eurodance des années 1990, que quelques critiques comparent aux groupes d'europop 2 Unlimited et C+C Music Factory. Les critiques Scott Schettler de Pop Crush et Robert Copsey de Digital Spy trouvent que les chœurs audibles pendant le refrain sont similaires au single de Britney Spears Till the World Ends sorti en 2011,. Jocelyn Vena de MTV News explique également qu'« il n'est pas compliqué de voir l'influence de Spears dans le rap/chant lorsque l'on écoute la chanson ». Copsey compare la chanson à Fire Burning de Sean Kingston. Billboard compare Starships aux travaux de Lady Gaga et Jennifer Lopez, d'autres artistes réalisées par RedOne. Le titre est composé en Ré majeur et suit un tempo modéré de 125 battements par minute. Écrite en mesure 4/4, la chanson suit une progression d'accord Ré-La-Sol-Si mineur-Fa# mineur-Sol.

## Accueil

### Accueil critique
Starships reçoit des critiques assez mitigées. Pour Los Angeles Times : « Le nouveau single divisera indubitablement les fans de Minaj. Les fans de la première heure voudront certainement la reine mystérieuse dont ils sont tombés amoureux quand elle était jeune et avide dans son mixtape, par rapport à sa nouvelle délégation pop sucrée qui sollicitera probablement les couplets encore plus bizarres — et les perruques colorées en coton — de la Minaj d'aujourd'hui ». Entertainment Weekly donne une critique négative en disant que « c'est super dance et il n'y a pas de rap, cela continue l'avancée de Minaj dans la direction complètement opposée de ce qu'elle devrait faire ». Bill Lamb d'About.com donne un avis mitigé : « Starships est une excursion solide pour Nicki Minaj. Cependant, le succès pop-rap fluorescent de Super Bass, le pouvoir émotionnel de Fly, une expérimentation de sa prestation aux Grammy Awards nous a donné l'impression que Nicki Minaj repousse les limites. Starships semble un petit peu retraiter une poche musicale et essayer un peu plus difficilement d'assurer un autre tube pop dans les hits-parades. Le résultat est agréable mais pas particulièrement mémorable ».

### Accueil commercial
Aux États-Unis, Starships débute à la neuvième place du Billboard Hot 100 et se vend à 204 000 exemplaires,. Elle grimpe en cinquième position le 7 avril ; il s'agit de son sixième single à entrer dans le top 10, le deuxième en tant qu'artiste solo. Le 4 juin, elle retourne en cinquième position après s'être vendue à 174 000 exemplaires. Le 14 juillet, Starships devient la chanson qui est restée le plus longtemps dans le top 10 pour un single y ayant démarré. Elle dépasse ainsi le record détenu par I Gotta Feeling des Black Eyed Peas. La chanson est également numéro deux dans le Hot Dance Club Songs, numéro trois dans le Pop Songs et numéro dix dans le Rap Songs,,. Le 28 juin 2012, Starships est certifiée double disque de platine par la Recording Industry Association of America (RIAA) pour la vente de deux millions d'exemplaires. Au 1er juillet 2012, la chanson s'est vendue à 3 158 000 d'exemplaires.
Au Canada, Starships débute en dixième place le 3 mars 2012. Le 21 avril, elle grimpe en quatrième position et devient son deuxième top 10 après Super Bass et son premier top 5. Au Japon, la chanson entre dans le top 10 à la quatrième place au bout de huit semaines devenant ainsi son premier top 10. En Australie et en Nouvelle-Zélande, Starships est numéro deux et est certifiée triple disque de platine par l'Australian Recording Industry Association (ARIA) et double disque de platine Recording Industry Association of New Zealand (RIANZ),,,. Au Royaume-Uni, la chanson débute à la seizième place du UK Singles Chart le 25 février 2012. Le 24 mars, elle est numéro deux juste derrière Somebody That I Used to Know de Gotye. En France, Starships entre en 102e place le 18 février 2012. Le 31 mars, elle est cinquième avec 5 449 ventes. Il s'agit du premier single de Minaj en solo à intégrer le top 10,. En Europe, la chanson atteint le top 5 de la plupart des pays : en Belgique (Flandre), au Danemark, en Finlande, en Irlande, en Norvège, aux Pays-Bas, en Suède et en Suisse. Durant toute l'année 2012, le single s'est téléchargé à plus de 7 millions d'exemplaires.

## Clip
Le clip est réalisé par Anthony Mandler qui a, entre autres, réalisé celui d'Only Girl (In the World). Le clip est tourné sur l'île d'Oahu dans l'archipel d'Hawaï entre le 13 mars et le 15 mars 2012. Dans une interview pour Capital FM, Minaj commente brièvement sur le clip de Starships et le trouve « très, très grivois ». Il est diffusé pour la première fois sur MTV le 26 avril 2012 à 19h56,. John Mitchell de MTV la sortie du clip trouve cela étrange que le clip de Beez in the Trap, le troisième single, soit sorti avant celui de Starships. Le clip reçoit une nomination dans la catégorie « Clip de l'année d'une artiste féminine » pour les MTV Video Music Awards de 2012 et remporte ce prix,.
Le clip commence lorsqu'un vaisseau spatial survole l'île d'Oahu, invoqué par des Hawaïens, et dérange les habitants. Ensuite, Minaj apparaît sur la plage et commence à chanter et à danser. Elle est ensuite emmenée par les Hawaïens qui la portent à travers la jungle d'Oahu. Elle porte un bikini et des chaussures roses avec une perruque verte et assiste à un défilé. Puis elle danse sur la plage tandis que des hommes sont aspergés de peintures colorées. On la voit ensuite danser et chanter sur une colline tandis que les Hawaïens courent vers elle. Cette scène est entrecoupée d'effets de kaléidoscope. On la voit ensuite danser sur une boîte au sommet d'un volcan, accompagnée d'autres danseurs, toujours avec des effets kaléidoscopiques. À la fin, on la voit danser avec d'autres personnes et le clip se termine au prononcement des dernières paroles. Le clip cumule actuellement plus de 400 millions de vues sur YouTube .

## Interprétations scéniques et reprises
Minaj interprète Starships pour faire la promotion de la chanson et de l'album. Le 26 février 2012, Minaj interprète la chanson lors du NBA All-Star Game 2012. Le 6 avril, elle interprète Starships dans l'émission Today et le 8 avril lors d'un concert surprise au Times Square pour le lancement du Nokia Lumia 900,. Le 10 mai, Minaj interprète la chanson lors du The Ellen DeGeneres Show en tutu rose pâle et avec des chaussures compensées. Le 14 août, elle chante la chanson durant The Today Show, vêtue d'une combinaison rouge moulante et avec les cheveux dorés. Minaj interprète Starships lors de sa tournée, Pink Friday Tour en 2012. Après avoir interprété Moment 4 Life, elle prend son pistolet « Minaj » et envoie de la fumée sur le public avant de chanter le titre.
Starships a été reprise par plusieurs artistes. La chanson est reprise dans l'épisode National de la troisième saison de Glee par la chorale des Vocal Adrenalines (en partie par Unique). Cette reprise bénéficie d'une sortie en single qui se vend à 18 000 exemplaires aux États-Unis lors de sa première semaine d'exploitation. 

## Crédits et personnels
- Voix – Nicki Minaj, Mohombi, Wayne Hector, Carl Falk
- Producteur – RedOne, Carl Falk, Rami Yacoub, Wayne Hector
- Paroles – Nicki Minaj, RedOne, Carl Falk, Rami Yacoub, Wayne Hector
- Mixage vocal – Trevor Muzzi, Rami Yacoub
- Enregistrement – Trevor Muzzi, Ariel Chobaz
- Programmation – Carl Falk, Rami Yacoub, RedOne
- Guitare – Carl Falk
- Mixage – Carl Falk, Rami Yacoub, Trevor Muzzi
- Label : Cash Money, Young Money, Universal Republic

Crédits issus du CD Starships.

## Liste des pistes
| 1. | Starships | 3:30 |

| 1. | Starships  | 3:30 |
| 2. | Stupid Hoe | 3:17 |

## Classements et certifications
| Classement (2012)                       | Meilleure position |
| --------------------------------------- | ------------------ |
| Allemagne (Media Control AG)            | 7                  |
| Australie (ARIA)                        | 2                  |
| Autriche (Ö3 Austria Top 40)            | 26                 |
| Belgique (Flandre Ultratop 50 Singles)  | 5                  |
| Belgique (Wallonie Ultratop 50 Singles) | 7                  |
| Brésil (Billboard Brasil)               | 7                  |
| Canada (Hot 100)                        | 4                  |
| Colombie (National-Report)              | 11                 |
| Corée du Sud (Gaon Chart)               | 28                 |
| Danemark (Tracklisten)                  | 5                  |
| Écosse (OCC)                            | 1                  |
| Espagne (PROMUSICAE)                    | 23                 |
| Estonie (Eesti Top 40)                  | 12                 |
| Finlande (Suomen virallinen lista)      | 3                  |
| France (SNEP)                           | 5                  |
| France (Club 40)                        | 2                  |
| Hongrie (Rádiós Top 40)                 | 9                  |
| Irlande (IRMA)                          | 2                  |
| Islande (Tonlist)                       | 22                 |
| Japon (Hot 100)                         | 4                  |
| Mexique (Billboard Mexican Airplay)     | 31                 |
| Norvège (VG-lista)                      | 4                  |
| Nouvelle-Zélande (RMNZ)                 | 2                  |
| Pays-Bas (Nederlandse Top 40)           | 4                  |
| Pays-Bas (Single Top 100)               | 5                  |
| Tchéquie (IFPI Rádio)                   | 24                 |
| Royaume-Uni (UK R&B Chart)              | 1                  |
| Royaume-Uni (UK Singles Chart)          | 1                  |
| Slovaquie (IFPI Rádio)                  | 9                  |
| Suède (Sverigetopplistan)               | 3                  |
| Suisse (Schweizer Hitparade)            | 5                  |
| États-Unis (Hot 100)                    | 1                  |
| États-Unis (Pop Airplay)                | 3                  |
| États-Unis (Rap Songs)                  | 10                 |
| États-Unis (Dance Club Songs)           | 1                  |

| Classement (2012)            | Position |
| ---------------------------- | -------- |
| Australie                    | 6        |
| Canada                       | 9        |
| France                       | 24       |
| Hongrie                      | 37       |
| États-Unis Billboard Hot 100 | 9        |

| Pays             | Certification |
| ---------------- | ------------- |
| Australie        | 6x Platine    |
| Belgique         | Or            |
| Danemark         | 2 × Platine   |
| France           | Or            |
| Italie           | Or            |
| Nouvelle-Zélande | 2 × Platine   |
| Royaume-Uni      | Platine       |
| Suède            | Platine       |
| Suisse           | Platine       |
| États-Unis       | Diamant       |

## Historique de sortie
| Pays             | Date            | Format                                 |
| ---------------- | --------------- | -------------------------------------- |
| États-Unis       | 14 février 2012 | Radio première, téléchargement digital |
| Canada           | 14 février 2012 | Téléchargement digital                 |
| Royaume-Uni      | 14 février 2012 | Téléchargement digital                 |
| Irlande          | 14 février 2012 | Téléchargement digital                 |
| Belgique         | 15 février 2012 | Téléchargement digital                 |
| Espagne          | 15 février 2012 | Téléchargement digital                 |
| Finlande         | 15 février 2012 | Téléchargement digital                 |
| France           | 15 février 2012 | Téléchargement digital                 |
| Italie           | 15 février 2012 | Téléchargement digital                 |
| Luxembourg       | 15 février 2012 | Téléchargement digital                 |
| Pays-Bas         | 15 février 2012 | Téléchargement digital                 |
| Nouvelle-Zélande | 15 février 2012 | Téléchargement digital                 |
| Norvège          | 15 février 2012 | Téléchargement digital                 |
| Autriche         | 15 février 2012 | Téléchargement digital                 |
| Portugal         | 15 février 2012 | Téléchargement digital                 |
| États-Unis,      | 21 février 2012 | Mainstream et Rhythmic radio           |
| Allemagne        | 6 avril 2012    | CD single                              |
| France           | 17 avril 2012   | CD single                              |
| Royaume-Uni      | 17 avril 2012   | CD single                              |
| États-Unis       | 17 avril 2012   | CD single                              |